# Larmanjat
Il Larmanjat era un sistema di trasporto a guida vincolata (impropriamente definito monorotaia) inventato dall'ingegnere francese Jean Larmanjat. 

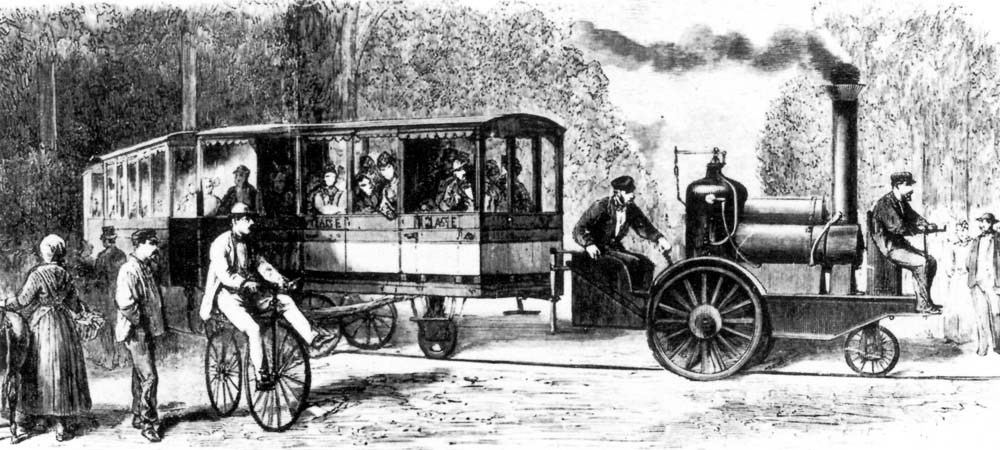
La prima ferrovia monorotaia sistema Larmanjat, tra Raincy-Montfermeil

Il primo impianto venne realizzato tra Raincy e Montfermeil nel 1868. Tale tecnologia venne impiegata a Lisbona, in Portogallo, per la realizzazione dei Larmanjat di Sintra, di Torres Vedras e di Lumiar. Le numerose avarie del sistema ne decretarono la precoce scomparsa nel 1877.

## Descrizione

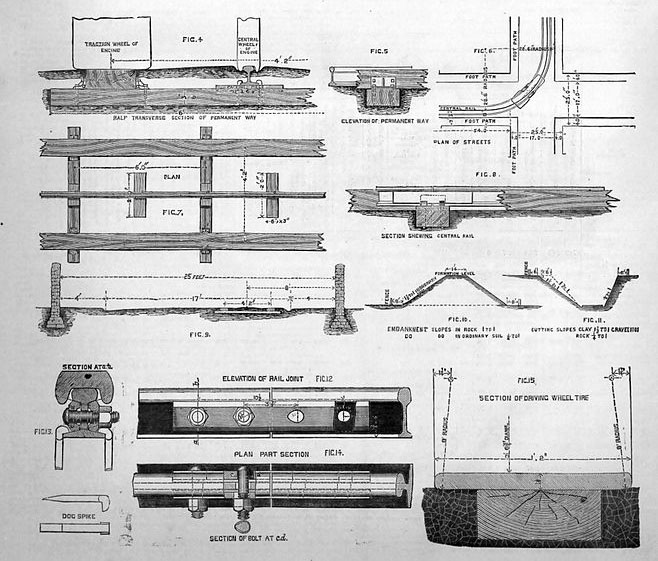
Disegni dell'ingegnere F. H. Trevithick: sezioni, prospetti e dimensioni delle parti componenti

Il sistema "Larmanjat" si basava su un percorso costituito da una rotaia di tipo ferroviario affiancata da due passerelle di legno larghe 20 cm parallele ad essa, da cui erano distanziate di 52 cm ed erano inchiodate alle traverse.
La locomotiva, ispirata a quelle stradali e i vagoni erano dotati di ruota centrale anteriore di guida e ruote laterali rispettivamente sulla rotaia e sulle passerelle.
Le ruote laterali della locomotiva avevano anche la funzione di ruote motrici per cui la massa era ripartita in maniera da scaricarne la maggiore quantità su di esse riservando all'unica anteriore la funzione di guida. 
Il materiale rimorchiato invece scaricava la massa principalmente sulla ruota centrale per aumentarne l'aderenza alla rotaia riducendo contemporaneamente l'attrito di quelle posteriori laterali che avevano così solo funzione di equilibrio del sistema.
Il sistema così concepito facilitava la marcia in salita delle locomotive in conseguenza della maggiore aderenza delle ruote motrici e permetteva l'inscrizione in curve di raggio molto piccolo ma si dimostrò di scarsa affidabilità ai fini della marcia, con frequenti svii del materiale rimorchiato.
Il sistema fu rivisto da Larmanjat nel 1872: la locomotiva assunse un aspetto più ferroviario ed ebbe quattro ruote, di cui quelle motrici fasciate con gomma (alle tre già presenti se ne aggiunse una quarta posteriore, spostabile trasversalmente con una staffa a perno); fu inoltre installato un dispositivo per variare l'aderenza facendo scorrere il supporto della ruota anteriore e variando quindi l'assetto della locomotiva. Anche il materiale rimorchiato fu modificato, con quattro ruote disposte a losanga.

## Storia
Il particolare sistema di trasporto ferroviario ideato dall'ingegnere Jean Larmanjat venne presentato all'Esposizione Universale di Parigi del 1867; la sua particolarità consisteva nel fatto di prevedere una sola rotaia e un cammino laterale parallelo, costituito da due fasce continue di legno, su cui insistevano le ruote motrici della locomotiva. Nel 1868 venne realizzato il primo impianto "Larmanjat", della lunghezza di 4,3 km tra le località francesi di Le Raincy e Montfermeil; tra gli invitati all'inaugurazione c'era il Duca di Saldanha, nobile portoghese già presidente del Consiglio, interessato alla creazione di un sistema di trasporto economico nella città di Lisbona e in altre aree del Portogallo. La linea ebbe breve durata: aperta in agosto 1868, chiuse in novembre 1869. 

### Il Larmanjat in Portogallo
L'impianto francese aveva suscitato l'entusiasmo del Maresciallo Duca di Saldanha che ottenne dal Re del Portogallo, il 29 luglio e il 12 e 25 ottobre del 1869, le concessioni per costruire i "Larmanjat" sui percorsi Carregado-Alenquer, Cascais-Pero Pinheiro e Lisboa-Leiria e, reperiti i capitali necessari, fondò una società, la "Lisbon Stream Tramways Co Ld.".
Il primo ad essere realizzato fu il breve Caminho de Ferro Larmanjat do Lumiar, che collegava Arco do Cego a Lumiar, aperto il 31 gennaio 1870.

### Esperienze nel Regno Unito

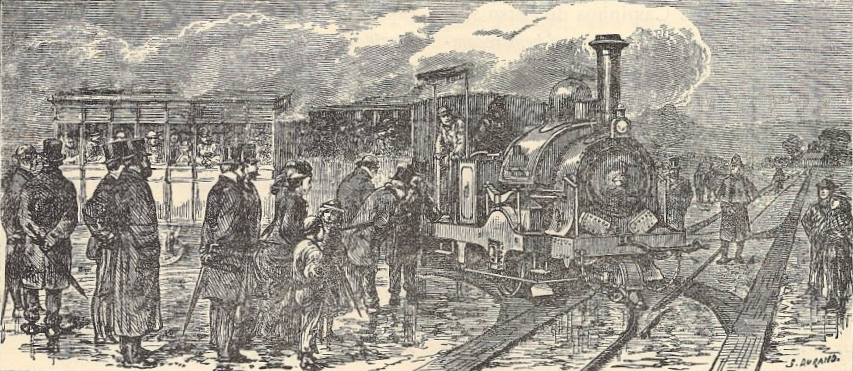
Esperimento a Epping Forest, tra il 28 dicembre 1870 e 2-3 gennaio 1871

Il 28 dicembre 1870 vennero fatte una serie di prove del sistema che venne sperimentato nel Regno Unito utilizzando un convoglio, sistema Larmanjat, composto dalla locomotiva "Cintra", costruita dalla ditta britannica Sharp, Stewart and Company, una carrozza di II classe e una di III classe e un carro, della Brown and Marshalls di Birmingham. A tale scopo venne costruito un tratto di tracciato di 521 m nella Epping Forest, a Buckhurst Hill con pendenza tra 44 e 53 per mille. Il 2 e 3 gennaio 1871 la locomotiva circolò senza problemi affrontando curve di appena 10 m di raggio, variando velocità e composizione del convoglio. La velocità raggiunta fu in media di 31,25 km/h. Il giorno dopo le forti precipitazioni deteriorarono il percorso determinando difficoltà al convoglio. Alle prove assistettero dirigenti della Lisbon Steam Tramways Company e l'ingegnere della compagnia Frederick Harvey Trevithick, figlio di Richard Trevithickche suggerì vari miglioramenti da apportare al sistema. L'esperimento terminò alle ore 16 del secondo giorno.

### Rete "Larmanyat" di Lisbona
|  | Unknown route-map component "uexKHSTa" |

|  | Unknown route-map component "uexHST" |

|  | Unknown route-map component "uexHST" |

|  | Unknown route-map component "uexHST" |

|  | Unknown route-map component "uexHST" |

|  | Unknown route-map component "uexHST" |

|  | Unknown route-map component "uexHST" |

|  | Unknown route-map component "uexHST" |

|  | Unknown route-map component "uexHST" |

| Unknown route-map component "uexKBHFaq" | Unknown route-map component "uexABZr+r" |

|  | Unknown route-map component "uexHST" |

|  | Unknown route-map component "uexHST" |

| Unknown route-map component "uexKBHFaq" | Unknown route-map component "uexABZg+r" |

|  | Unknown route-map component "uexBHF" |

|  | Unknown route-map component "uexHST" |

|  | Unknown route-map component "uexHST" |

|  | Unknown route-map component "uexHST" |

|  | Unknown route-map component "uexHST" |

|  | Unknown route-map component "uexHST" |

|  | Unknown route-map component "uexHST" |

|  | Unknown route-map component "uexHST" |

|  | Unknown route-map component "uexHST" |

|  | Unknown route-map component "uexHST" |

|  | Unknown route-map component "uexHST" |

|  | Unknown route-map component "uexHST" |

|  | Unknown route-map component "uexHST" |

|  | Unknown route-map component "uexKBHFe" |

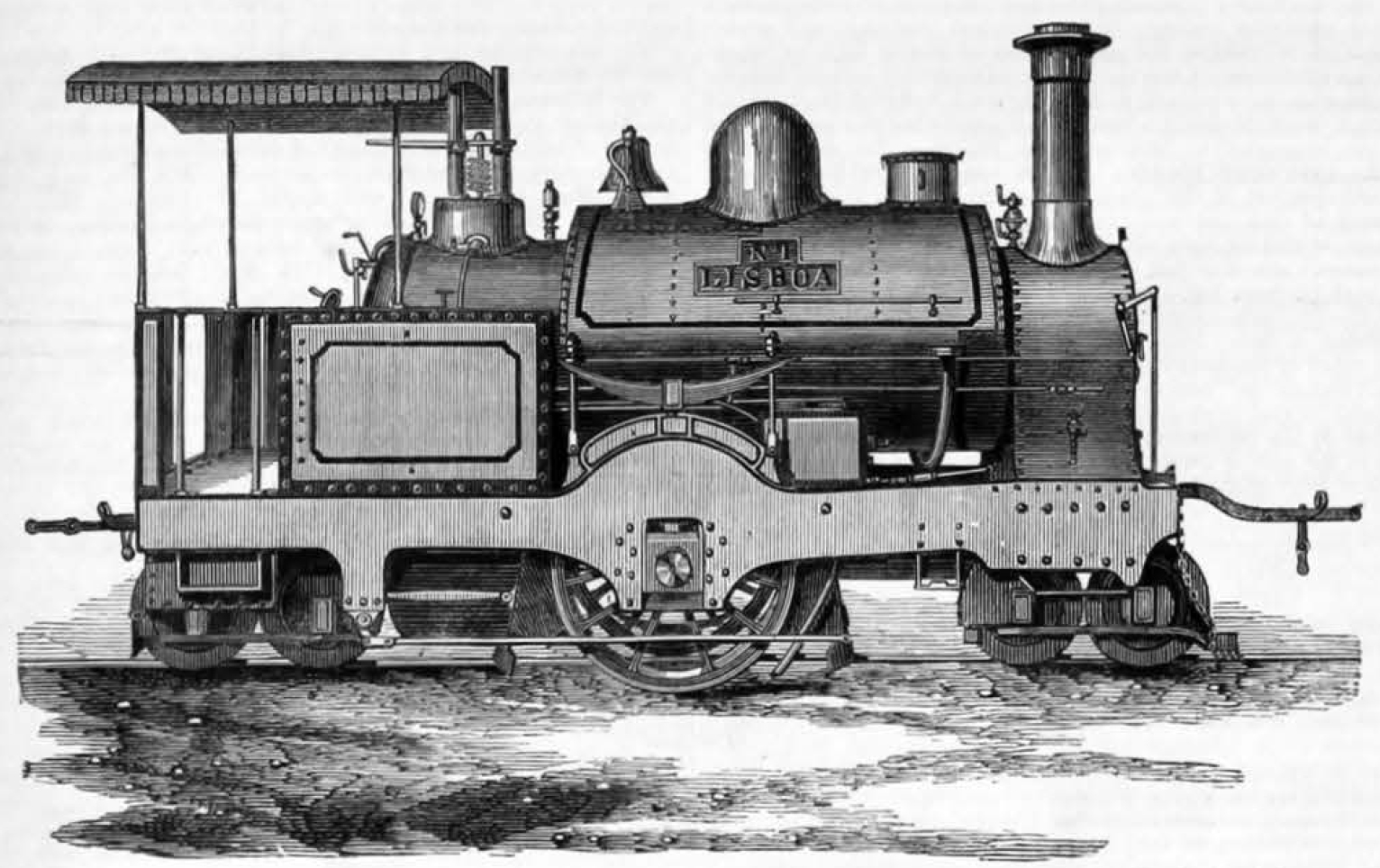
Locomotiva "Lisboa" della rete Larmanjat portoghese

In Portogallo il sistema Larmanjat fu utilizzato per realizzare una rete di trasporto economica, a Lisbona, costituita da 3 linee costruite successivamente ad integrare la prima, breve tratta aperta il 31 gennaio 1870, denominata Caminho de Ferro Larmanjat do Lumiar tra Arco do Cego e Lumiar.
In seguito al perfezionamento del sistema il duca ottenne ulteriori concessioni, l'11 luglio 1871 per la Lisbona-Sintra. Il Caminho de Ferro Larmanjat de Sintra, della lunghezza di 27 km che collegava Portas do Rego alla villa di Sintra entrato in servizio il 5 luglio 1873. 
Il Caminho de Ferro Larmanjat de Torres Vedras che iniziava a Portas do Rego e raggiungeva Torres Vedras entrò in funzione il 6 settembre 1873 per una lunghezza totale di 54 km.

### Il Larmanjat di Cascais
Il 17 luglio e il 29 agosto 1871, il Duca di Saldanha, ottenne l'autorizzazione a costruire un impianto Larmanjat tra Cascais e Belém; la licenza venne prolungata fino a Alcântara con decreto del 18 ottobre 1871 ma non venne mai realizzato e decadde.

### Rapido declino e abbandono del sistema

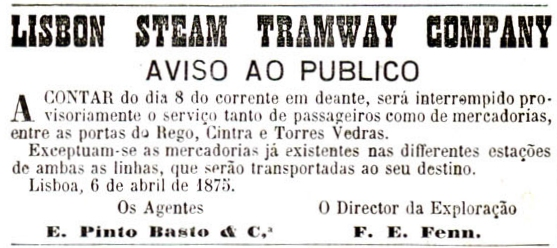
Avviso di sospensione del servizio dell'8 aprile 1875

Il sistema di Lisbona si dimostrò poco affidabile con deragliamenti e guasti. In caso di pioggia l'aderenza diveniva insufficiente ad assicurare una trazione costante e il convoglio spesso si arrestava. I lunghi ritardi finirono con il dirottare i passeggeri nuovamente sulle diligenze, tra l'altro con tariffe più economiche. Il servizio fu sospeso l'8 aprile 1875 e infine definitivamente soppresso nel 1877 in seguito al fallimento dell'impresa esercente Lisbon Steam Tramways Company.